# Клищ, Иосиф Лейвиевич
Ио́сиф Ле́йвиевич Клищ (фр. Joseph Clisci; 12 ноября 1915, Клишковцы, Хотинский уезд, Бессарабская губерния — 7 июля 1943, Клиши-ла-Гаренн, Франция) — участник Движения Сопротивления во Франции, известный по прозвищу «Альбер».

## Биография
Родился в 1915 году в еврейской семье в Клишковцах (с 1918 года в составе Румынии). Родители — бухгалтер Лейви Аврум-Иосифович Клищ (1890—1915) и Эйдя Клищ (1892—?, умерла в родах), также уроженцы Клишковцов. Воспитывался матерью отца Двойрой Клищ. Учился в хедере там же, затем в Хотинском румынском лицее (гимназии), после чего поступил в Бухарестский политехнический институт, откуда был исключён за участие в нелегальной студенческой организации «Красный школьник». Бежал в Черновцы, а затем в Яссы; был выкуплен своим дядей Хаимом (1896—?). В студенческие годы выполнил румынский перевод (с французского перевода исходного немецкого текста) «Манифеста Коммунистической партии» и «Анти-Дюринг». Уже будучи во Франции, был в Румынии осуждён in abstentia на 5 лет тюрьмы.
Учился на филологическом отделении Парижского университета, сотрудничал в ежедневной социалистической газете на идише «Найе пресе», был активистом Клуба еврейской рабочей молодёжи под эгидой Культур-лиги. В 1940 году вступил добровольцем во французскую армию, служил в 21-м пехотном батальоне иностранных добровольцев в Ле-Баркарес. В конце 1940 года был демобилизован по болезни и вернувшись в Париж в декабре 1940 года женился на родившейся в 1918 году уже в Париже дочери бессарабских эмигрантов Генриетте (Хане) Товаровской — ткачихе, также придерживающейся коммунистических взглядов (их сын Серж родился в следующем году). Вступил в организованный Борисом Голбаном единый иммигрантский батальон организации французских вольных стрелков и партизан (Francs-Tireurs et Partisans de la Main ďOœuvre Immigrée, или сокращённо FTP-MOI — ФБСП МОИ) под эгидой французской коммунистической партии (служил в 1-й роте, состоящей из румынских эмигрантов). Организация занималась саботажем оккупационных войск.
2 июля 1943 года в Клиши принял участие в взрыве перевозившего в больницу Beaujon немецких солдат автобуса, был ранен. Ему не удалось бежать и он укрылся в здании на rue de l'Abreuvoir. Вступил в перестрелку с прибывшими солдатами и жандармами, по некоторым данным пытался покончить с собой последним патроном, был тяжелоранненым доставлен в больницу Beaujon, где скончался вечером того же дня. Похоронен на кладбище в Клиши.
Его жене удалось укрыться и передать ребёнка в чужую семью; она была арестована 9 марта 1944 года, заключена в тюрьму Рокетт, 24 июля 1944 года депортирована в транзитный концентрационный лагерь Дранси, оттуда в Освенцим, где погибла. 
7 июля 1946 года усилиями бессарабского землячества, Румынского национального фронта и организации друзей французских вольных стрелков и партизан (Partisans de la Main ďOœuvre Immigrée) на доме № 2 на rue de l'Abreuvoir, где укрылся Иосиф Клищ, была открыта мемориальная доска в его честь.

## Галерея
- Joseph and Henriette Clisci, Jewish fighters in the underground in France